# Nils Sundin
Johan Christian Nikolaus "Nils" Sundin, född 14 juni 1828 i Stockholm, Södermanlands län, död 11 maj 1898 i Hedvig Eleonora församling, Stockholms stad, var en svensk bruksägare och riksdagsman.
Han var som riksdagsman ledamot av borgarståndet 1862–1863 samt ledamot av första kammaren 1874–1878 (invald i Örebro läns valkrets).

## Biografi
Han var son till lagmannen och bruksägaren Christian Sundin Sundin (1796-1857) och Sofia Wilhelmina Mitander (1802-1854) samt från 1855 gift med Hilda Carolina Helling (1831-1921) som var dotter till brukspatronen på Skogaholms järnbruk Sten Mauritz Helling. Han blev student vid Uppsala universitet 1845 och avlade där en juridisk filosofisk examen 1848. Han fick en tjänst som extra ordinarie kanslist vid Civildepartementet 1849, men han valde efter något år ägna sig åt brukshanteringen. Under åren 1851—1852 genomgick han Falu bergsskola. Efter avslutade studier anställdes han som förvaltare på Fredriksbergs bruk i Dalarna. Han kom sedan som disponent till Skogaholms bruk i Närke, och 1858 blev han disponent vid Alkvetterns bruk i Värmland, tidigare ägt av hans morfar brukspatronen Nils Mitander. Sundin ansågs vara en handlingskraftig och samvetsgrann bruksledare, men hade stora svårigheter att kämpa mot på grund av de dåliga konjunkturer för järnhanteringen som kunnat konstateras redan före hans tid. Han ombildade Alkvetterns bruk till ett aktiebolag 1864 med sig själv som styrelseordförande och disponent. Bolaget inriktade sig efter 1888, då järnhanteringen helt upphört, på skogs- och jordbruk. Vid sidan av sitt arbete vid bruket åtog han sig flera uppdrag förutom sitt uppdrag som riksdagsledamot var han landstingsman 1863—1896 och landstingets ordförande 1888—1895. Från 1883 var han fullmäktig i Jernkontoret och 1866—1894 var han ordförande i direktionen för Örebro läns hypoteksförening.
Sundins förtjänster belönades 1874 med riddarvärdighet av Nordstjärneorden och 1883 med kommendörskraschan av Vasaordens första klass.
Nils Sundin är begravd vid Solna kyrkogård